# شونگان
شونگان روستایی در دهستان آفریز بخش سده شهرستان قائنات استان خراسان جنوبی ایران است. بر پایه سرشماری عمومی نفوس و مسکن در سال ۱۳۹۰ جمعیت این روستا ۱۰۷ نفر (در ۲۶ خانوار) بوده‌است.